# Luofu, Guangdong
Luofu (kinesiska: 罗浮) är en köping i sydöstra Kina. Den ligger i Xingning i staden Meizhou i provinsen Guangdong, omkring 280 kilometer nordost om provinshuvudstaden Guangzhou. Antalet invånare är 38 181. Befolkningen består av 19 669 kvinnor och 18 512 män. Barn under 15 år utgör 26,0 %, vuxna 15-64 år 62 %, och äldre över 65 år 10,0 %.